# Cottage City
Cottage City es un pueblo ubicado en el condado de Prince George en el estado estadounidense de Maryland. En el Censo de 2010 tenía una población de 1.305 habitantes y una densidad poblacional de 2.023,55 personas por km².

## Geografía
Cottage City se encuentra ubicado en las coordenadas 38°56′17″N 76°57′00″O / 38.93806, -76.95000. Según la Oficina del Censo de los Estados Unidos, Cottage City tiene una superficie total de 0.64 km², de la cual 0.64 km² corresponden a tierra firme y (0%) 0 km² es agua.

## Demografía
Según el censo de 2010, había 1.305 personas residiendo en Cottage City. La densidad de población era de 2.023,55 hab./km². De los 1.305 habitantes, Cottage City estaba compuesto por el 20.69% blancos, el 46.59% eran afroamericanos, el 1.69% eran amerindios, el 6.9% eran asiáticos, el 0% eran isleños del Pacífico, el 19.23% eran de otras razas y el 4.9% pertenecían a dos o más razas. Del total de la población el 34.41% eran hispanos o latinos de cualquier raza.